# موري (حديبو)

تعديل مصدري - تعديل

موري هي إحدى قرى مديرية حديبو التابعة لمحافظة سقطرى، بلغ تعداد سكانها 24 نسمة حسب تعداد اليمن لعام 2004.